# Mount Cooper (Marie-Byrd-Land)
Mount Cooper ist ein großer und 530 m hoher Berg im westantarktischen Marie-Byrd-Land. Er ragt in den Ford Ranges 6,5 km westlich des Gebirgskamms Asman Ridge an der Südflanke des Arthur-Gletschers auf.
Entdeckt wurde er bei Überflügen im Jahr 1934 während der zweiten Antarktisexpedition (1933–1935) des US-amerikanischen Polarforschers Richard Evelyn Byrd. Dieser benannte ihn nach dem US-amerikanischen Filmproduzenten Merian C. Cooper (1893–1973).